# بدر موسی
بدر موسی (عربی: بدر يوسف محمد موسى؛ زادهٔ ۱۱ آوریل ۱۹۹۹) بازیکن فوتبال اهل فلسطین است.
وی همچنین در تیم‌های ملی فوتبال زیر ۲۳ سال فلسطین و فلسطین بازی کرده است.